# Agnieszka Polska
Agnieszka Polska (* 1985 in Lublin) ist eine polnische Künstlerin. Ihr Werk umfasst Fotografie, Malerei und Video sowie installative Arbeiten. 2017 erhielt sie den Preis der Nationalgalerie.

## Leben und Werk
Polska studierte von 2004 bis 2005 an der Kunst- und Medienfakultät der Maria-Curie-Skłodowska-Universität (UMCS) in Lublin und von 2005 bis 2010 in der Fakultät für Grafik der Akademie der Bildenden Künste Krakau bei Agata Pankiewicz, Grzegorz Sztwiertnia und Zbigniew Sałaj. Dazwischen besuchte sie die Klasse von Hito Steyerl an der Universität der Künste in Berlin. Im Jahr 2011 gewann Polska den Eugeniusz-Geppert-Malwettbewerb, der von den Biuro Wystaw Artystycznych – Galerien für zeitgenössische Kunst (BWA) in Breslau ausgeschrieben wurde. Von 2014 bis 2015 war sie Artist in Residence an der Rijksakademie van beeldende kunsten in Amsterdam.
In ihren Animationsfilmen bindet Polska in einer digitalen Collagetechnik Archivmaterialien wie Vorkriegszeitungen, alte Schwarzweißfotografien, Kunstmagazine und Bücher mit Versatzstücken unserer Alltagskultur in eine neue Bilderzählung ein. „Durch Manipulation und Reproduktion historisch bedeutsamer Auszüge weist Polska in ihren animierten Videos auf die Möglichkeiten der Neuinterpretation von wichtigen, historischen Ereignissen hin und stellt die Autorität der Fotografie als Dokumentationsmedium infrage.“
Im Rahmen der Ausstellung zum Preis der Nationalgalerie waren im Hamburger Bahnhof – Museum für Gegenwart – Berlin in einem dunklen Raum ihre zwei preisgekrönten Videocollagen zu sehen: eine große Sonne (What the Sun Has Seen, Version II), die als Beobachterin der Erde fungiert und eine zweite Projektion (Little Sun), die mit großen Augen menschliche Züge annimmt und menschliche Empfindungen imitieren. Unterlegt war die Arbeit mit Text, Tönen und Musik.

## Ausstellungen

### Einzelausstellungen
- 2018: The Demon's Brain, Nationalgalerie im Hamburger Bahnhof – Museum für Gegenwart – Berlin
- 2017: Little Planet, Overduin & Co., Los Angeles; Cuckoo, Kasia Michalski Gallery, Warschau
- 2016: Screens series: Agnieszka Polska, New Museum, New York; Poetry Passage, Nationalgalerie Prag
- 2015 The Body of Words, Żak Branicka Galerie, Berlin; Future Days, TRAFO, Budapest
- 2014: I am the Mouth, Nottingham Contemporary, Nottingham
- 2013: Pseudoword Hazards, Salzburger Kunstverein, Salzburg
- 2012: How the Work is Done, PinchukArtCentre, Kiew; Aurorite, CCA Schloss Ujazdów, Warschau
- 2011: Gardener’s Responsibility, Georg Kargl BOX, Wien; Three Videos with Narration, Żak | Branicka, Berlin

### Beteiligungen (Auswahl)
- 2017: PEACE, Schirn Kunsthalle, Frankfurt am Main
- 2014: You Imagine What You Desire, 19. Biennale of Sydney
- 2013: The Black Moon, Palais de Tokyo, Paris
- 2011: Based in Berlin, Kunst-Werke Berlin – Center for Contemporary Art, Berlin

### Screenings und Performances (Auswahl)
- 2016: The Body of Words – performative lecture, Hirshhorn Museum, Washington D.C.;  My Little Planet, Kunst-Werke Berlin
- 2015: The Moving Finger – performative lecture mit Agnieszka Polska, Museum of Modern Art, New York
- 2014: Nativity, Nottingham Contemporary (Performance mit Sebastian Cichocki)
- 2013 Future Days, Institute of Contemporary Arts, London (Performative Lesung mit Sebastian Cichocki)
- 2012: Agnieszka Polska/Alina Szapocznikow, Tate modern, London; 12x12. The IBB Video Lounge, Berlinische Galerie, Berlin